# Ian Hodder
Ian Hodder, (Bristol, no dia 23 de novembro de 1942) é um arqueólogo inglês. É considerado o principal precursor da teoria pós-precessual em Arqueologia. Atualmente é professor da Universidade de Stanford e coordenador das escavações no sítio de Çatalhüyük, na inglaterra